# Varallo
För andra betydelser, se Varallo (olika betydelser).
Varallo (även: Varallo Sesia) är en ort och kommun i provinsen Vercelli i regionen Piemonte, Italien. Den 1 januari 2018 inkorporerades kommunen Sabbia in i Varallo. Kommunen hade 7 139 invånare (2018).